# Wzgórza Niemczańskie
Wzgórza Niemczańskie – wzgórza w południowo-zachodniej Polsce na Przedgórzu Sudeckim w województwie dolnośląskim. Zgodnie z podziałem fizycznogeograficznym (według Kondrackiego i Walczaka) jest to mikroregion należący do mezoregionu Wzgórza Niemczańsko-Strzelińskie.

## Położenie
Wzgórza położone są na obszarze chronionego krajobrazu na wschód od miejscowości Bielawa, w zachodniej części Wzgórz Niemczańsko-Strzelińskich. Od wschodniej strony graniczą ze Wzgórzami Strzelińskimi od południa z Obniżeniem Ząbkowickim, od północy z Równiną Wrocławską, a od południowego zachodu z Górami Sowimi.

## Opis
Wzgórza Niemczańskie są podjednostką Wzgórz Niemczańsko-Strzelińskich, stanowiącą teren o podobnym charakterze, Pasmo jest niewysokie, grzbiety nie przekraczają wysokości 400 metrów n.p.m., jednak ze względu na stromo opadające zbocza nabrało charakteru pasma górskiego, ciągną się od Gór Sowich w kierunku wschodnim i dzielą się na mniejsze mikroregiony, jakimi są pasma wzgórz rozciągnięte południkowo, (wymieniając od północnego zachodu) są to:
- Wzgórza Bielawskie
- Wzgórza Gilowskie
- Wzgórza Krzyżowe
- Wzgórza Łagiewnickie
- Wzgórza Gumińskie
- Wzgórza Szklarskie
- Wzgórza Dębowe
- Wzgórza Dobrzenieckie.

## Rzeźba
Wzgórza charakteryzują się urozmaiconą rzeźbą terenu o płaskich wierzchołkach wzniesień i średnim nachyleniu zboczy pasma, w które wcinają się doliny potoków. Wzgórza mają charakterystyczną strukturę dla grzbietów i wzgórz wyspowych oraz przedgórzy o cechach twardzieli i ostańców. Naturalne odsłonięcia skalne są stosunkowo rzadkie i ograniczają się jedynie do zboczy i wciętych dolin potoków. Wzgórza, charakteryzując się płaskimi szczytami i łagodnymi stokami, poprzecinane dolinami równoległymi do osi wzgórz, tworzą różnice wysokości terenu sięgające ok. 200 m. Najwyższe wzniesienia występują w południowej części wzgórz.

## Budowa
Wzgórza zajmują północno-wschodni fragment bloku przedsudeckiego. Na oderwanym i wypiętrzonym fragmencie formacji skalnej Masywu Czeskiego – bloku sowiogórskiego (obszar ten powstał w czasie najstarszych ruchów górotwórczych i nie podlegał zmianom w czasie późniejszych fałdowań) osadziły się młodsze utwory zmetamorfizowane i zmylonityzowane w erze paleozoicznej. Wzgórza zbudowane są głównie ze skał metamorficznych powstałych w prekambrze i starszym paleozoiku. Są to łupki krystaliczne, głównie łupki dwułyszczykowe i gnejsy biotytowe z wkładkami gnejsów leptytowych oraz mylonity. W obrębie skał metamorficznych znajdują się wychodnie sjenitów niemczańskich, granitów i bazaltów w północnej części wzgórz. Ostateczny wygląd wzgórza otrzymały w okresie epoki lodowcowej, kiedy to lądolód skandynawski naniósł w doliny i obniżenia grubą warstwę osadów. Łagodniejsze stoki wzgórz pokryte są utworami czwartorzędowymi. Przeważają wśród nich plejstoceńskie lessy, utwory lessopodobne, plejstoceńskie piaski i żwiry lodowcowe oraz gliny zwałowe. W dolinach potoków występują holoceńskie piaski i żwiry.

## Krajobraz
Krajobraz jest urozmaicony i malowniczy o znaczących walorach krajobrazowych. Cały obszar pasma jest górzysty. Pasmo przedstawia krajobraz niskich gór i wysoczyzn z wyraźnie zaznaczonymi wzniesieniami, których zbocza ponacinane są dolinami potoków i wąwozami. Szczyty kopulaste, w większości zalesione z wyraźnym podkreśleniem zboczy. Cały obszar wzgórz minimalnie porośnięty lasem większość obszaru zajmują łąki i pola uprawne. Krajobraz w większości przeobrażony. Pierwotny niskogórski charakter krajobrazu w większości został zachowany.

## Klimat
Klimat podgórski jest typowy dla większości obszaru Wzgórz Niemczańsko-Strzelińskich, gdzie mieszają się cechy klimatu oceanicznego kontynentalnego i górskiego. Jest to klimat ciepły, łagodny o umiarkowanej wilgotności. Przeważają wiatry zachodnie i południowo-zachodnie. Średnia temperatura w skali roku wynosi 8 °C. Najniższe temperatury notuje się w styczniu, najwyższe w lipcu. Średnioroczne opady wynoszą około 700 mm, maksymalne opady notuje się w lipcu, minimalne w styczniu. Czas zalegania pokrywy śnieżnej wynosi zaledwie 60 dni. Wilgotność powietrza jest umiarkowana i sprzyja wegetacji roślin. Okres wegetacyjny wynosi około 220 dni i jest jednym z dłuższych w Polsce.

## Wody
Wzgórza Niemczańskie należą do zlewiska Morza Bałtyckiego, położone są w  dorzeczu Odry Największą rzeką jest Ślęza, lewostronny dopływy Odry.